# Lockheed CL-1201
Lockheed CL-1201 був проєктом гігантського транспортного літака вагою 6000 тонн з ядерною енергетичною установкою, розробленим компанією Lockheed наприкінці 1960-х років. Одне з передбачуваних застосувань концепції було як повітрянний авіаносець.
Хоча Міністерство оборони США, схоже, не має записів про кінцевий результат дослідження, сам проект згадується в кількох джерелах.

## Дизайн

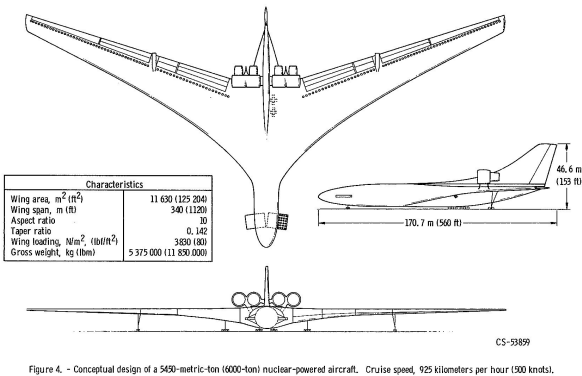
Схема CL-1201

Проект CL-1201 передбачав створення літака з ядерною силовою установкою надзвичайних розмірів з розмахом крила 1120 футів (340 м). Якби його побудували, він мав би найбільший розмах крила серед усіх літаків на сьогоднішній день і, безумовно, більш ніж удвічі перевищував би розмах крила будь-якого літака 20-го сторіччя.
Крило мало б форму півмісяця, подібну до британського V-бомбардувальника Гендлі Пейджа «Віктор».
Енергія вироблялася б з тепла, що генерується ядерним реактором, і передавалася б чотирьом реактивним двигунам у хвостовій частині літака, де вона перегрівала б повітря, що проходить через них, забезпечуючи тягу. Апарат був би здатний перебувати в повітрі протягом тривалого часу, з передбачуваною витривалістю 41 день. На малих висотах літаки спалюватимуть звичайне авіаційне паливо. Для того, щоб злетіти, літак потребував 182 додаткових двигунів вертикального підйому.
Розглядалися два варіанти: літак логістичної підтримки і десантний авіаносець. Ходили чутки про третій варіант, але інформація про таку модель ніколи не була оприлюднена.
Літак матеріально-технічного забезпечення виконував би звичайну роль важкого транспортного засобу, перевозячи сотні солдатів та їхнє спорядження одночасно.
Десантний авіаносець міг би нести до 22 винищувачів зовні і мав би внутрішній док, здатний приймати два транспортні літаки класу «повітря-земля».

## Технічні характеристики
Загальні характеристики:
- Екіпаж: 400-845
- Розмах крила: 1120 футів 0 дюймів (340 м)
- Площа крила: 125 204 кв. футів (11 630м2)
- Відносне подовження крила: 10
- Повна вага: 11 850 000 фунтів (5 375 000 кг)
- Силова установка: 4 × основні
- Силова установка: 182 × підйомні вентилятори
- Витривалість: 41 доба
- Потужність реактора: 1830 мегават
- Тактичні винищувачі на борту (варіант AAC): 22

## Дивіться також
Tails Through Time: The Lockheed CL-1201 Flying Aircraft Carrier. web.archive.org. 1 березня 2016. Процитовано 12 листопада 2024.